# Єфремов Іван Антонович
Іва́н Анто́нович Єфре́мов (рос. Иван Антонович Ефремов, 9 (22) квітня 1908, Вириця — 5 жовтня 1972, Москва, РРФСР) — російський радянський письменник-фантаст, енциклопедист, мандрівник, археолог, палеонтолог, засновник сучасної тафономії; доктор біологічних наук, професор. У 19 років здійснив своє перше наукове відкриття, автор численних наукових передбачень.

## Біографія

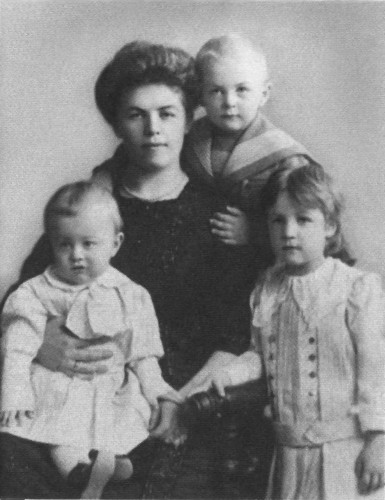
Іван (посередині) з матір'ю, сестрою і братом

### Ранні роки
За документами, які були оприлюднені пізніше, Іван Антонович Єфремов народився 22 квітня 1907 року в селі Вириця Царськосельського повіту (тепер Ленінградська область, Росія), розташованому на південь від Петербурга. Однак у метричній книзі Суйдінської Воскресенської церкви Царськосельського повіту записано, що він народився 9 квітня, а хрещений був 18 травня 1908 року. У своїй короткій автобіографії Іван Антонович з цього приводу писав: «У ті роки за відсутності паспортного режиму, багато хто і я в тому числі, дещо додавали собі років». Його батько, Антип Харитонович, був титулярним радником, меценатом, тримав контору, яка займалася продажем деревини. Пізніше Іван змінив своє по батькові на Антонович. Мати, Варвара Олександрівна, була простою селянкою. Іван Єфремов мав сестру Надію і брата Василя.
У хлопця рано виявився інтерес до книг, чому посприяла зібрана батьком бібліотека, котра, втім, трималася радше для статусу. У чотири роки він навчився читати, а в шість прочитав твори Жюля Верна і закохався у мандри, мандрівників, науковців. У 1914 році родина майбутнього письменника перебралася у місто Бердянськ (нині Запорізька область України), де почав навчання у місцевій гімназії. В її бібліотеці продовжилося ознайомлення з класикою фантастичної та пригодницької літератури. Під час подорожі в Петербург Іван з матір'ю відвідав виставку каменеріза Олексія Денисова-Уральського, що пробудило інтерес до геології. Намагаючись розібрати знайдений патрон, Іван поранив вибухом руку. Батьки розлучилися у 1918 році, і мати з дітьми у 1919 році перебралася в місто Херсон, де вдруге взяла шлюб. Дітей (сина й дочку) залишила у тітки, а сама відбула з новим чоловіком — червоноармійцем. По смерті тітки від тифу Іван з Надією жили завдяки продажу її майна. Коли місто зайняли червоноармійці, Іван став «сином полку» і в 1921 році разом з військовою частиною дійшов до Криму, Надію ж із Василем забрав батько. Іван мав контузію під час бомбардування міста Очаків. У 1921 році демобілізувався та перебрався в Петроград для закінчення навчання.
Закінчив школу за два роки, після цього працював вантажником, розпильником дров, помічником шофера. У 1923 році вивчився на штурмана, був учасником плавання в Тихому океані в 1924 році. Згодом повернувся в щойно перейменований Ленінград, де вчився на біологічному відділенні Ленінградського університету. Працював в геологічному музеї АН СРСР, брав участь в різних геологічних і палеонтологічних експедиціях на Поволжя, Урал, Далекий Схід.

### Прихід у палеонтологію
Разом з інститутом Іван Єфремов переселився до Москви. Через академіка П. Сушкіна відбулось знайомство молодого дослідника з палеонтологією. У 1936 році він одружився з дослідницею-палеонтологом Оленою Конжуковою. У них народився син Алан. Закінчив екстерном Ленінградський гірничий інститут в 1935 році. Обіймаючи посаду завідувача відділом нижчих хребетних, Єфремов переймався недбалим ставленням влади до розміщення гелогічного і палеонтологічного музеїв, які після переїзду з Ленінграду до Москви не отримали належних приміщень. Він мав намір звернутися за допомогою до Йосипа Сталіна, але відмовився від задуму, побоюючись, що проблему буде вирішено шляхом репресій. У 1937 році Єфремов спалив свої щоденники й листи, аби їх не було використано проти колег.
Захистив кандидатську дисертацію та завідував лабораторією Палеонтологічного інституту АН. У 1941 році Івану Єфремову присуджено ступінь доктора біологічних наук за дослідження пермських хребетних території СРСР. Разом з О. Бистровим опублікував монографію, за яку обоє були удостоєні дипломів Ліннеєвського товариства в Англії.

### Війна 1941— 45 років і повоєнні роки
Мав як науковець «бронь» від призову і був евакуйований з початком війни у Алма-Ату, а потім у місто Фрунзе. Був учасником експедиції на Урал в 1941 році, яка мала за мету пошук родовищ металів, необхідних для військової промисловості. Перехворів на якусь хворобу з гарячкою та через це отримав ускладнення на серце під час експедиції 1941—1942 років до Середньої Азії.
У повоєнні роки був у наукових експедиціях у Монголію (1946, 1948 і 1949 рр.). Частка вражень відбилася в документальному творі «Дорога вітрів». Ще у 1943 року створив рукопис «Тафономія», за який у 1952 року отримав Сталінську премію. Перша науково-фантастична публікація з'явилася в 1944-ому році — «Зустріч з Тускаророю». Також писав оповідання на тему геологічних і археологічних відкриттів.
Єфремов не припиняв самоосвіти, багато читав і не тільки наукові видання. Серед знайомих науковця — російський археолог та мистецтвознавець Ставіський Борис Якович. Ставіський пригадував, як в розмові з ним Єфремов зауважив про свою зацікавленість у добі еллінізму та в особі Александра Македонського. Ставіський дав Івану Антоновичу твір англійця Вілера «Полум'я над Персеполем», а той, вже добре опанувавши англійську, читав книгу в оригіналі, бо та не була ще перекладена російською. Тема захопила Єфремова і відбилася пізніше в його фантастичному романі «Лезо бритви» (1963), а пізніше «Таїс Афінська» (1972).
Під час експедиції в пустелю Гобі в Івана Єфремова виник задум написати твір про космос і майбутнє. Першим твором на тему космосу стала повість «Зоряні кораблі» (1948) на тему відвідування в минулому Землі іншопланетянами. Тема була розвинена в романі «Туманність Андромеди» (1958), який описував комуністичне майбутнє. З 1959 року в Івана Єфремова загострились проблеми з серцем, через які він припинив експедиції та присвятив себе письменству.
У 1961 році дружина Івана Єфремова померла. Наступного року він одружився вдруге, з Таїсією Юхневською, з якою прожив до кінця свого життя.
У 1963 році був опонентом на захисті кандидатської дисертації відомого українського палеонтолога Володимира Ілліча Свистуна.

### Конфлікт із радянською цензурою
Фантастичний роман «Година Бика», опублікований в скороченому варіанті в 1968 році, а в повному — в 1970 році, був розцінений цензурою як «наклеп на радянську дійсність». В описаному там антиутопічному суспільстві іншої планети вбачався опис радянської дійсності. Книгу активно вилучали з громадських бібліотек СРСР і заборонили для подальших перевидань як шкідливу. Навіть статус відомого науковця та популярного письменника не захистив Єфремова від зіткнень з КДБ та радянською цензурою.
Радянська влада неприхильно ставилась до творчості Єфремова, за її чи то відвертий, чи то підозріло антирадянський характер. 4 листопада 1972 року, одразу після смерті письменника, з метою можливого виявлення літератури антирадянського змісту, на його квартирі співробітниками КДБ було проведено обшук. За припущенням, існували підозри, що в одній з експедицій справжнього Івана Єфремова було підмінено британським шпигуном. Аркадій Стругацький згодом іронізував, що в особі фантаста могли підозрювати навіть справжнього інопланетянина.
Наслідком підозр КДБ було припинення 5-томного видання творів письменника в СРСР і заборона на згадки його імені в наукових публікаціях. Проте завдяки зусиллям відомих діячів науки, культури, а також космонавтів, у 1975 році заборону на публікацію його творів (крім «Години Бика») було знято.

### Смерть
Помер 5 жовтня 1972 року від серцевої недостатності. По смерті тіло було кремоване. Поховання урни з прахом відбулося у передмісті Ленінграда на цвинтарі Комарово.

## Наукова діяльність
Наукова діяльність Єфремова почалася з другої половини 1920-х років, коли стартували його наукові експедиції на Поволжя, Урал, Сибір, Середню Азію. Тоді він першим виявив останки ветлугазавра. Впродовж наукової кар'єри вивчав геологію та палеонтологію території СРСР, зокрема останки динозаврів. Також приділяв увагу викопним амфібіям. Є творцем науки тафономії про закономірності природних процесів поховання і збереження залишків організмів у товщі землі.
Іван Єфремов — автор численних наукових передбачень, які він викладав переважно в художніх творах. З-поміж них: відкриття вулканічної активності океанічного дна; знахідки свідчень проживання в Сибіру первісних людей; високого інтелектуального розвитку первісних людей; поява підводного телебачення; відкриття самородної ртуті на Алтаї; родовищ алмазів у Сибіру; створення об'ємних зображень; відкриття періодичних змін радіаційного фону на Землі; підтвердження активних торгових і культурних зв'язків між стародавніми народами; ототожнення міфічної Атлантиди з реальною Мінойською цивілізацією; відкриття зміни нахилу земної осі впродовж історії; дистанційний збір проб ґрунту з космічних тіл; використання автоматичних зондів для дослідження інших планет; матеріали на основі силікон-органічних сполук; можливість вирощування хлорели для отримання їжі; використання екзоскелетів; поява іонних двигунів; застосування хірургічних роботів; поява електронних бібліотек і портативних електронних носіїв інформації; використання сонячного світла для накачування лазера; лікування складних переломів із допомогою імплантованих шин-скоб; розсувні конструкції на основі металічних спіралей; поява проєктів із розробки арктичних льодів; передбачення існування чорних дір.

## Основні наукові праці
- «Перший представник найдавніших чотириногих із Сибіру» (1939)[14]
- «Тафономія — нова галузь палеонтології» (1940)[15]
- «Динозавровий горизонт Середньої Азії і деякі питання стратиграфії» (1944)[16]
- «Керівництво для пошуків залишків хребетних у палеозойських континентальних товщах Сибіру» (1951)[17]
- «Питання вивчення динозаврів: (за матеріалами Монг. експедиції АН СРСР)» (1953)[18]
- «Деякі зауваження з питань історичного розвитку динозаврів» (1954)[19]
- «Перспективи розвитку палеонтологічних досліджень в Монголії» (1963)[20]

## Основна публіцистика
- «За слідами давніх ящерів» (1948)[21]
- «Геологія в 2004 році (майбутнє історичної геології)» (1954)[22]
- «Наука і наукова фантастика» (1961)[23]
- «Про мрію далеку й близьку» (1961)[24]
- «Передбачуване майбутнє науки» (1962)[25]
- «Космос і палеонтологія» (1972)[26]

## Художні твори

### Романи
- «На краю Ойкумени» (рос. На краю Ойкумены, 1949)
- «Подорож Баурджеда» (рос. Путешествие Баурджеда, 1953)
- «Дорога вітрів» (рос. Дорога ветров, 1955
- «Туманність Андромеди» (рос. Туманность Андромеды, 1957)
- «Лезо бритви» (рос. Лезвие бритвы, 1963)
- «Година Бика» (рос. Час Быка, 1968)
- «Таїс Афінська» (рос. Таис Афинская, 1972)

### Оповідання та повісті
- «Зустріч над Тускаророю» (рос. Встреча над Тускаророй, 1944)
- «Озеро гірських духів» (рос. Озеро Горных Духов, 1944)
- «Шляхами Старих Гірняків» (рос. Путями Старых Горняков, 1944)
- «Олгой-Хорхой» (1944)
- «Катті Сарк» (рос. Катти Сарк, 1944)
- «Голець Підмісячний» (рос. Голец Подлунный, 1944)
- «Білий Ріг» (рос. Белый Рог, 1945)
- «Тінь минулого» (рос. Тень Минувшего, 1945)
- «Алмазна труба» (рос. Алмазная Труба, 1945)
- «Обсерваторія Нур-і-Дешт» (рос. Обсерватория Нур-и-Дешт, 1945)
- «Бухта Веселкових Струменів» (рос. Бухта Радужных Струй, 1945)
- «Останній Марсель» (рос. Последний Марсель, 1945)
- «Атолл Факаофо» (1945)
- «Зоряні кораблі» (рос. Звездные Корабли, 1948)
- «Пекельне Полум'я» (рос. Адское Пламя, 1948)
- «Юрта Ворона» (1959)
- «Серце змії» (рос. Сердце змеи/Кор Серпентис, 1959)
- «Афанеор, донька Ахархеллена» (рос. Афанеор, дочь Ахархеллена, 1960)
- «П'ять картин» (рос. Пять картин/Космос, космос…, 1965)
- «Еллінський секрет» (рос. Эллинский секрет, 1968)

## Екранізація творів
- «Туманність Андромеди» (рос. Туманность Андромеды, 1967) — фільм Євгена Шерстобитова за однойменним романом.
- «Тінь минувшини» (рос. Тень минувшего, 1981) — телевистава з серії «Цей фантастичний світ» (рос. Этот фантастический мир).

## Нагороди
- Орден Трудового Червоного Прапора (1945) за заслуги в палеонтології.
- Орден Трудового Червоного Прапора (1968) за заслуги в розвитку радянської літератури та активну участь у комуністичному вихованні трудящих.
- Орден «Знак Пошани».
- Сталінська премія другого ступеня (1952) за книгу «Тафономія і геологічний літопис».

## Цікавий факт
- Іван Антонович був вегетаріанцем, оскільки вважав, що розвиток людської культури неможливий без відмови від споживання м'яса тварин із вищою ЦНС.[27]